# ألكسندر الثاني
ألكسندر الثاني (بالروسية: Алекса́ндр II Никола́евич)‏, تر. Aleksandr II Nikolayevich؛ (بالروسية: ɐlʲɪˈksandr ftɐˈroj nʲɪkɐˈlajɪvʲɪtɕ)‏
، ولد 29 أبريل 1818 – توفي 13 مارس 1881) كان إمبراطور عموم روسيا منذ 2 مارس عام 1855 وحتى اغتياله في 13 مارس عام 1881. كان أيضًا ملك بولندا والدوق الأكبر لفنلندا.
كان إصلاح اعتاق الأقنان (إصلاح الفلاحين) في عام 1861 أهم إصلاحات ألكسندر حين كان إمبراطورًا، ما جعله ينال لقب ألكسندر المُحرر (بالروسية: Алекса́ндр Освободи́тель)‏, تر. Aleksandr Osvoboditel؛ (بالروسية: ɐlʲɪˈksandr ɐsvəbɐˈdʲitʲɪlʲ)‏
). كان القيصر مسؤولًا عن إصلاحات أخرى كإعادة تنظيم النظام القضائي، وتعيين قضاة محليين منتخبين، وإلغاء العقوبة الجسدية، وتعزيز الحكم الذاتي من خلال نظام زيمتوف، وفرض الخدمة العسكرية، وإلغاء بعض امتيازات النبلاء، وتطوير التعليم الجامعي. بعد محاولة اغتياله في عام 1866، تبنى مواقف أكثر رجعية حتى وفاته.
ركز ألكسندر على السياسة الخارجية وباع ألاسكا إلى الولايات المتحدة في عام 1867، خوفًا من أن تقع المستعمرة البعيدة بين يدي البريطانيين إن حدثت حرب أخرى. سعى من أجل السلام وابتعد عن فرنسا العدائية عندما سقط نابليون الثالث في عام 1871، وانضم في عام 1872 إلى ألمانيا والنمسا في تحالف الأباطرة الثلاثة الذي ضَمن استقرار الوضع الأوروبي. رغم سياساته الخارجية السلمية الأخرى، خاض حربًا قصيرةً مع الدولة العثمانية في فترة 1877- 1878، وسعى إلى مزيد من التوسع إلى داخل سيبيريا والقوقاز، واحتل تركستان. على الرغم من خيبة أمله بنتائج مؤتمر برلين، التزم ألكسندر بذلك الاتفاق. كانت الانتفاضة في بولندا عام 1863 من بين أعظم التحديات المحلية التي واجهته، وقد تعامل معها من خلال تجريد تلك الأرض من دستورها المنفصل ودمجها مباشرةً مع روسيا. كان ألكسندر يقترح إصلاحاتٍ برلمانية إضافية لمواجهة صعود الحركات البرلمانية والثورية الناشئة عندما اغتيل في عام 1881.

## النشأة
ولد ألكسندر الثاني في عام 1818، وكان ابن القيصر نيكولاي الأول بن القيصر بافل الأول وألكساندرا فيودوروفنا وحفيد القيصر بيتر الثالث بن الإمبراطورة آنا إيفانوفنا بنت القيصر إيفان الخامس والإمبراطورة كاثرين العظيمة وعمه القيصر ألكسندر الأول وجد القيصر نيكولاي الثاني.

## فترة حكمه

### الإصلاحات
بتشجيع من الرأي العام، بدأ ألكسندر فترةً من الإصلاحات الراديكالية، بما في ذلك محاولته عدم الاعتماد على الطبقة الأرستقراطية المتحكمة بالفقراء، ومحاولة تطوير الموارد الطبيعية لروسيا، وإصلاح جميع فروع الحكم.

كان بوريس شيشرين (1828-1904) فيلسوفًا سياسيًا يؤمن بأن روسيا كانت بحاجة إلى حكومة قوية وموثوقة من قبل ألكسندر لتحقيق إصلاحاته. أشاد بألكسندر بسبب امتداد إصلاحاته الأساسية قائلًا إن القيصر:
دعا إلى تنفيذ واحدة من أصعب المهام التي قد تواجه حاكمًا استبداديًا: إعادة تشكيل كاملة للدولة الهائلة التي عُهد بها إليه لرعايتها، وإلغاء نظام قديم قائم على العبودية، واستبدال الأخلاق المدنية والحرية به، وإرساء العدل في بلاد لم تعرف يومًا معنى الالتزام بالقانون، وإعادة تصميم الحكم بأكمله، وطرح حرية الصحافة في سياق سلطة غير مقيدة، وإحياء قوى جديدة في كل منعطف تغيير ووضعها على أسس قانونية راسخة، وإحياء مجتمع مكبوت ومذلول، وإعطاؤه فرصة ليصبح أكثر مرونة.

#### تحرير الأقنان
تولى ألكسندر الثاني العرش بعد وفاة والده في عام 1855. كان داعمًا مندفعًا لسياسات والده الرجعية بصفته وليًا للعهد، أي إنه كان دائمًا مطيعًا للحاكم الاستبدادي. لكنه أصبح الآن الحاكم الاستبدادي نفسه، وكان يهدف إلى أن يحكم وفقًا لما كان يعتقد أنه أفضل. رفض أي حركات لإنشاء نظام برلماني من شأنه أن يحد من سلطاته.
ترك له والده فوضى كبيرة سببها خوفه من التقدم خلال فترة حكمه. كانت العديد من العائلات الملكية في أوروبا تكره نيكولاس الأول أيضًا، وامتد ذلك إلى عدم الثقة بآل رومانوف نفسها. مع ذلك، لم يكن أحدٌ أكثر استعدادًا لإحياء البلاد من ألكسندر الثاني. كانت أول سنة من عهده مكرسةً لمتابعة حرب القرم، ولمتابعة مفاوضات السلام التي قادها مستشاره الموثوق الأمير ألكسندر غورشاكوف بعد سقوط سيفاستوبول. أرهقت الحرب البلاد واستنزفتها، وتفشت السرقة والرشوة والفساد.
ألغى إصلاح التحرر في عام 1861 القنانة (عبودية الأرض) في الولايات الخاصة عبر إمبراطورية روسيا. حصل الأقنان (عبيد الأرض) على الحقوق الكاملة للمواطنين الأحرار، بما فيها حقوق الزواج دون الحاجة إلى الحصول على الموافقة، وحيازة الممتلكات، والأعمال التجارية. كان هذا الإجراء أول وأهم إصلاح ليبرالي أجراه ألكسندر الثاني.
قدم مُلّاك الأراضي البولنديون في المقاطعات الليتوانية عريضة يأملون فيها بإمكانية تنظيم علاقاتهم مع الأقنان بطريقة مُرضية أكثر (أي بطريقة مرضية أكثر بالنسبة إلى المُلاك). فوّض ألكسندر الثاني تشكيل لجنة «لتحسين ظروف الفلاحين» ووضع المبادئ المؤثرة في هذا التحسن. طلب ألكسندر، دون سؤال مستشاريه الاعتياديين، من وزير الداخلية إرسال تعميم إلى الحكام الإقليميين لروسيا الأوروبية (كانت القنانة نادرة في الأجزاء الأخرى) يحوي نسخةً من التعليمات المُرسلة إلى الحاكم العام لليتوانيا، مُشيدًا بالنوايا المعطاءة والوطنية لمُلاك الأراضي الليتوانيين، ومُقترحًا أن مُلاك الأراضي في المقاطعات الأخرى قد تكون لديهم الرغبة نفسها. على إثر ذلك، شُكلت لجان تحرر العبيد في جميع المقاطعات التي تنتشر فيها القنانة.
لم يكن التحرر مسألة بسيطة يمكن حلها على الفور من خلال مرسوم إمبراطوري. كان يتضمن مشكلات معقدة تؤثر بشكل عميق في مستقبل الدولة الاقتصادي والسياسي والاجتماعي. كان على ألكسندر أن يختار بين التدابير المختلفة الموصى بها له ويقرر ما إذا كان الأقنان سيصبحون عمالًا زراعيين يتبعون اقتصاديًا وإداريًا لأصحاب المكان أو سيتحولون إلى فئة من المالكين المجتمعيين المستقلين. قدم الإمبراطور دعمه للمشروع الأخير، وأصبح الفلاحون الروس من بين آخر مجموعات الفلاحين التي تتخلص من القنانة في أوروبا. كان مخططو بيان التحرر قسطنطين أخو ألكسندر، وياكوف روستوفستيف، ونيكولاي ميليوتين. بعد ست سنوات من الموافقة عليه، وُقّع قانون التحرير ونُشر في 3 مارس عام 1861.

### أعمال أخرى

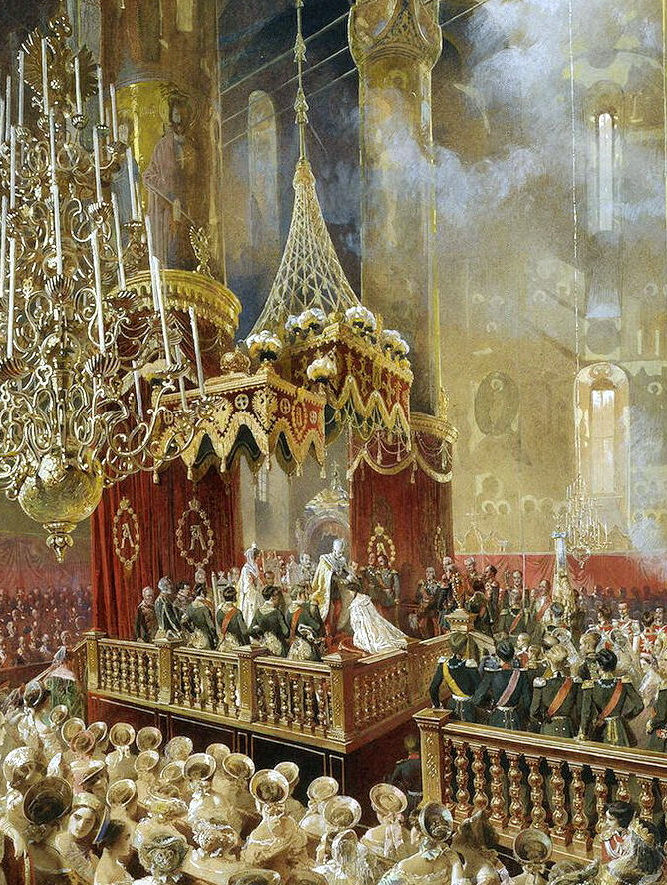
تتويج الكسندر الثاني قيصراً لروسيا في الكرملين بموسكو سنة 1856.

تولى الحكم في ذروة حرب القرم التي كشفت ضعف روسيا كما تم في عهده استكمال ضم القوقاز إلى الإمبراطورية الروسية ، قام ألكسندر الثاني بالعديد من الإصلاحات الداخلية في مختلف المجالات مثل الاتصالات والحكومة والتعليم، والأهم من ذلك تحرير العبيد.

في عام 1864 استخدم نظاماً يسمح بوجود حكم ذاتي محلي محدود يسمى زمستفو، وفي عام 1867 قام ببيع مقاطعة آلاسكا للولايات المتحدة الأمريكية مقابل سبعة ملايين دولار ، وقام في عهده بإصلاح الحكومة البلدية في عام 1870، وقام بتطوير وتدريب الجيش في عام 1874. 

هذا بالإضافة إلى تخفيفه الرقابة والسيطرة على التعليم بشكل مؤقت. في بولندا اتخذ ألكسندر سياسة معتدلة مانحاً إياها سيادة جزئية.

في عام 1863 حدثت الكثير من الثورات، وتصدى ألكسندر لها بشكل كبير. 

كان ألكسندر الثاني ، جد نيقولا الثاني ،قيصراً عظيماً أدرك احتياجات شعبه، فبدأ عملية إلغاء النظم القديمة التي كانت تجبر الفلاحين على أداء الخدمة العسكرية والتي تستمر 25 سنة، وكانت العقوبات شديدة وهمجية حتى مقابل أقل هفوة يرتكبها الفلاّح .

ومع أنه بدأ الإصلاحات، إلا أنه أولاً وأخيراً من عائلة رومانوف .

## اغتياله

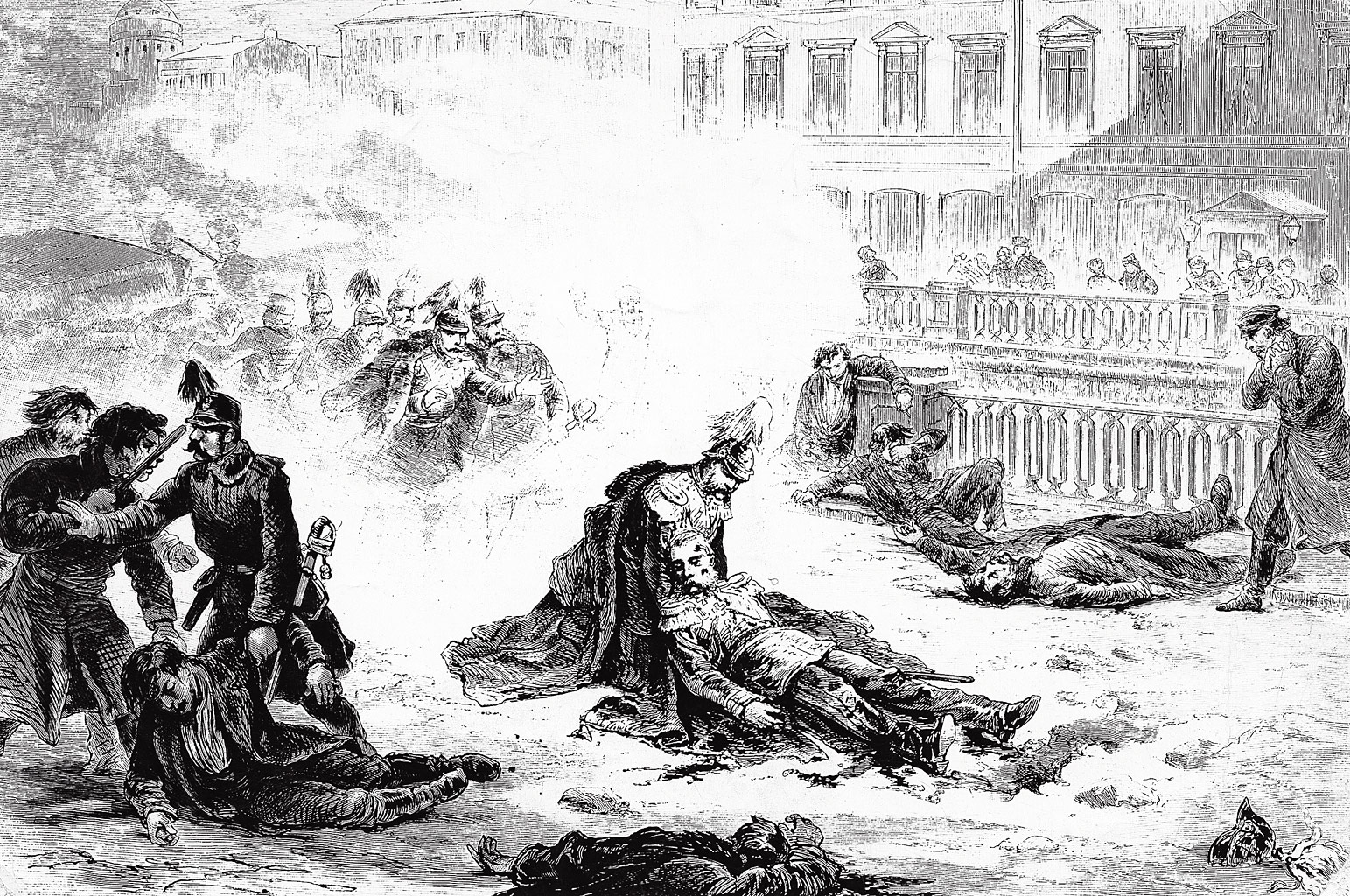
صورة تمثل اغتيال الكسندر الثاني بواسطة قنبلة ألقاها أحد الثوار عام 1881.

تعرض ألكسندر الثاني إلى محاولة اغتيال في فبراير عام 1880 م ولكنها بائت بالفشل.
في 13 مارس 1881 ، وأثناء طريق العودة إلى قصر الشتاء اغتيل ألكسندر الثاني بواسطة إرهابي استخدم قنبلة يدوية ، ونقل إلى القصر 

حول فراش الموت وقف ألكسندر الثالث الذي سيصبح قيصر المستقبل، وزوجته ماريا فيودوروفنا التي سمعت خبر الحادث .

وكذلك حضرت الأميرة يورييفسكايا التي ظلت لسنوات خليلة للقيصر، وصارت زوجته في الشهور التسعة الأخيرة فقط .

تجمع في الغرفة 9 من أفراد عائلة رومانوف الذي كان ينتظرهم مصير مأساوي، ألا وهو الاغتيال .

ومن هؤلاء 'نيقولا الثاني الذي كان عمره وقتها 12 سنة .

وفي نفس اليوم وقع ألكسندر مرسوماً يمنح فيه زمستفو دوراً استشارياً في التشريع. خلفه ابنه القيصر ألكسندر الثالث في الحكم .
بُنيت كنيسة المخلص على الدم في سانت بطرسبرغ بعد سنتين على اغتيال ألكسندر الثاني عام 1883 خلال عهد الإمبراطور ألكسندر الثالث كمعلم تذكاري لوالده.

## روابط خارجية
- ألكسندر الثاني على موقع الموسوعة البريطانية (الإنجليزية)
- ألكسندر الثاني على موقع إن إن دي بي (الإنجليزية)